# Mangú
El mangú es un plato tradicional, emblemático y típico de República Dominicana. Es muy parecido al puré de plátanos que se hace en Costa Rica al cual se le llama angú, en Cuba y Panamá fufú, y en Perú tacacho. Lo que hace al mangú especialmente diferente es su forma de elaboración, acompañamiento, consumo e impacto sociocultural.

## Origen
Al igual que el fufú africano, el mofongo puertorriqueño, el bolón de verde ecuatoriano y otros platos similares, el mangú es una versión del fufu de África occidental, llegado al Caribe con los esclavos de origen ewe, fon, wolof, ashanti, yoruba o dinka. En África este plato se elabora principalmente con tubérculos, principalmente mandioca y ñame, cocidos y posteriormente majados en un gran mortero hasta conseguir una pasta, el fufú, que suele servirse acompañado de una sopa de pescado, tomate y cacahuete molido.
Entre los esclavos del África occidental empleados en las plantaciones del Caribe y del Pacífico norte sudamericano, este plato comenzó a realizarse con plátanos cocidos, reservándose los tubérculos para comidas más sustanciosas como el sancocho, al tiempo que solía acompañarse de las sobras de comida de los amos blancos. Con la emancipación de los esclavos negros las sobras fueron sustituidas por ingredientes cárnicos -como fiambres o carne seca-, queso y huevos fritos; debido a su sencillez y su alto valor nutritivo este plato trascendió las barreras raciales y sociales, convirtiéndose en una comida muy socorrida por todas las clases sociales.
Según una leyenda popular, la palabra «mangú» proviene de la época de la primera invasión estadounidense (1916-1924) a República Dominicana; éstos al probar este puré de plátanos expresaban: “Man, (this is) good!”, (¡hombre, esto es bueno¡) y los dominicanos, al no dominar el inglés, tomaron la expresión para nombrar a este plato y siguieron usando el término [cita requerida].Sin embargo, es poco probable que este evento sea el origen de la popularidad de dicho término . Es mucho más probable que la palabra sea una variación del vocablo «mangusi», nombre usado en algunas partes de Congo para cualquier tubérculo que se hierve y se consume en forma de puré.

## Gastronomía popular dominicana

### Receta original
El mangú esta  compuesto de plátanos verdes. Los plátanos luego de ser hervidos en agua con sal (salcochar) se machacan y se les agrega un poco del agua en el que han sido hervidos y/o mantequilla u otro tipo de grasa para lograr una textura más cremosa; a este puré por sí solo se le conoce como mangú. El mangú no suele ser consumido solo; de hecho, casi siempre es acompañado con cebolla sofrita en aceite y vinagre,  salami (una versión local compuesta de carne de res y cerdo, muy popular en el país), queso blanco frito, huevos fritos y aguacate, cuando el plato está acompañado por los tres últimos se le conoce popularmente como los tres golpes en alusión a los acompañamientos (salami, el queso y los huevos y/o el aguacate).
Existe una versión muy popular también de este plato: el mangú de plátanos maduros. Se elabora de igual manera, solo variando el plátano que en este caso está maduro, siendo mucho más suave y dulce que el original o combinando plátanos con distintos niveles de maduración para lograr un balance entre la textura y el sabor.
Este plato típico es consumido como desayuno o cena, más frecuentemente entre las clases bajas y pobres dado lo económico que resulta elaborarlo; sin embargo, no existe una delimitación social en su consumo, siendo parte de la dieta habitual de prácticamente toda la población de República Dominicana, y su elaboración no varía en lo absoluto entre ricos y pobres.
El mangú es servido en muchos restaurantes del país, sin dejar de lado los hoteles, donde se ofrece como un plato típico insignia y es muy solicitado por los turistas.

### Rol socioeconómico
El mangú es un plato que se encuentra tan arraigado en el corazón del pueblo dominicano que quizás, hasta cierto punto, ha pasado desapercibido en la historia. Pero no se puede negar que este platillo ha jugado un rol muy importante en la alimentación y la nutrición del pueblo dominicano a lo largo de la historia. 
No fue hasta el año 2012 cuando el Instituto de Protección a los Derechos del Consumidor (ProConsumidor) publicó un informe donde detallaba que el 97% del salami fabricado en el país contenía muy bajos valores proteicos; que una buena parte de este se encontraba contaminado con excremento y que contenía muy bajo nivel de carne. Esto fue un duro golpe a la industria cárnica nacional, que se debió de reinventar ante las exigencias de los consumidores y llevar productos como este, considerado de primera necesidad, a mejores estándars de calidad y mejores condiciones para su consumo. Las ventas de este importante alimento (que en su gran mayoría se sirve junto al mangú) experimentaron grandes caídas, tomando por sorpresa tanto a los consumidores como a las propias autoridades, que hasta el momento ignoraban que un alimento "tan básico" como el salami para acompañar al mangú, tuviese un impacto tan alto en la población.

### Récord Mundial
Este plato típico cuenta con su propio récord mundial certificado por Guiness. El mismo se llevó a cabo en la ciudad de Nueva York donde se realizó un manjar típico dominicano de aproximadamente 292 kilogramos, compuesto en un 80% por plátano machacado (mangú) y el resto por huevos revueltos, salami, queso frito y cebollas salteadas.

## Día Nacional del Mangú
Desde 7 de febrero de 2021, se celebra cada segundo domingo del mes de febrero el día nacional del Mangú. Con el apoyo de varios restaurantes  en lugares como Santo Domingo, Santiago, La Vega, Bonao, Puerto Plata, Las Terrenas, Boca Chica, Constanza, Salcedo, La Romana, Nueva York y Barcelona; que en virtud de dicha celebración ofrecen el deseado plato con ofertas especiales.

## Incorporación de la palabra Mangú en el Diccionario de la RAE
El jueves 16 de diciembre de 2021, por una iniciativa impulsada por Centro Cuesta Nacional, el plato tradicional de la República Dominicana llamado mangú fue incluido en el Diccionario de la Real Academia Española de la Lengua, como parte de la actualización 23.5, del Diccionario de la Lengua Española. Durante el proceso, se trabajó de la mano con la Academia Dominicana de la Lengua, y el término fue incluido.